# OBS湯布院ラジオ放送局
OBS湯布院ラジオ放送局（オービーエスゆふいんラジオほうそうきょく）は、大分県由布市湯布院町にある大分放送の中波放送中継局である。

## 概要
当中継局は、外国からの電波による混信などの受信環境悪化に伴い、郵政省（現：総務省）が推進している電気通信格差是正事業のひとつである民放中波ラジオ放送受信障害解消事業によって設置された。

## 中継局概要
| 放送局名    | 呼出名称                               | 周波数   | 空中線電力 | 放送対象地域 | 放送区域内世帯数 |
| OBS大分放送 | おおいたほうそうゆふいんほうそうきょく | 1098 kHz | 100 W      | 大分県       | -世帯            |

- 中継局置局住所は、由布市湯布院町川北字北原899-70。